# Article Alpher–Bethe–Gamow
En cosmologia física, l’article Alpher–Bethe–Gamow, també anomenat article αβγ, va ser escrit per Ralph Alpher, en aquell moment estudiant de doctorat en física, i el seu tutor, George Gamow. L’article, que més endavant seria el tema de la tesi doctoral d’Alpher, defensava que el big-bang va crear l'hidrogen, l'heli i els elements més pesats en les proporcions adequades per explicar la seva abundància en l'univers primerenc. Tot i que la teoria original negligia diversos processos importants de la formació d’elements químics pesats, avenços posteriors han demostrat que la nucleosíntesi primordial correspon a les limitacions observades en tots els elements primordials.
Amb el títol «The Origin of Chemical Elements», va ser publicat en el número d’abril de 1948 de la revista científica Physical Review.

## El nom de Bethe
Gamow va decidir, per fer una broma, d’afegir el nom del seu amic—el físic eminent Hans Bethe—a l’article per crear, de forma jocosa, la llista d’autors Alpher, Bethe, Gamow, que és un joc de paraules amb les lletres gregues α, β i γ (alfa, beta, gamma). Bethe va ser inclòs a l’article com a «H. Bethe, Universitat Cornell, Ithaca, Nova York». En el seu llibre The Creation of the Universe, publicat el 1952, Gamow explicava l’associació de Hans Bethe amb la teoria de la següent manera:

El resultats dels càlculs van ser anunciats primer en una carta a The Physical Review, l’1 d’abril de 1948. Aquesta carta la van signar Alpher, Bethe i Gamow, i sovint se’n parla com a «l’article alfabètic». Semblava injust per l’alfabet grec que l’article el firmessin només Alpher i Gamow, i per això es va afegir el nom del Dr. Hans A. Bethe (in absentia) durant la preparació del manuscrit per la impressió. El Dr. Bethe, que va rebre una còpia del manuscrit, no hi va objectar i, de fet, va ser de molta ajuda en les discussions que el van seguir. Tot i això, corria el rumor que més endavant, quan la teoria alfa, beta, gamma va anar a malguany temporalment, el Dr. Bethe va considerar seriosament canviar-se el nom per Zacharias. L’estreta relació entre la corba calculada i les abundàncies observades es mostra a la Fig. 15, que representa els resultats de càlculs posteriors fets amb l’ordinador electrònic de l’Oficina Nacional de Normes [en anglès, National Bureau of Standards] per Ralph Alpher i R. C. Herman (que es nega tossudament a canviar el seu nom a Delter).
Després d’això, Bethe va fer estudis sobre nucleosíntesi primordial.
Alpher, que era un estudiant de postgrau en aquell moment, estava descontent amb l’afegiment del nom de Bethe a l’article. Creia que la inclusió d’un altre físic de renom eclipsaria la seva contribució personal a la investigació, i que podia comportar que no rebés el reconeixement que es mereixia per un descobriment tan important. Va reiterar el seu ressentiment per la gracieta de Gamow fins al 1999.

## Carències principals de la teoria
La teoria proposava, originàriament, que tots els nuclis atòmics es produeixen per la captura successiva de neutrons, d’unitat de massa en unitat de massa. Però estudis posteriors qüestionaven la universalitat de la teoria de captura successiva. No es va trobar cap element que tingués un isòtop estable amb massa atòmica de cinc o vuit. Els físics van adonar-se aviat que aquestes mancances tan importants dificultarien la producció d’elements més enllà de l’heli. Tal com és impossible de pujar una escala escaló a escaló quan hi falta un dels esglaons, aquest descobriment va significar que la teoria de captura successiva no podia explicar-se per a elements superiors.
Es va reconèixer, a la fi, que la majoria dels elements pesats que s'observen en l’univers actual són el resultat de la nucleosíntesi estel·lar, una teoria que va suggerir per primer cop Arthur Stanley Eddington, donant crèdit a Hans Bethe, i desenvolupada de forma quantitativa per Fred Hoyle i altres científics.
La teoria Alpher–Bethe–Gamow, tot i això, sí que explica correctament l’abundància relativa dels isòtops d'hidrogen i heli. En conjunt, aquests isòtops representen més del 99% de la massa bariònica de l’univers. Actualment, es considera que la nucleosíntesi va tenir lloc en dues etapes: formació d’hidrogen i heli segons la teoria Alpher–Bethe–Gamow, i nucleosíntesi estel·lar d’elements superiors segons les teories posteriors de Bethe and Hoyle.